# Мирко Алексић
Мирко Алексић (Ускоци, 1803 — Малинско, Дурмиторски срез, 6. март 1890) био је српски борац против представника османлијске власти на подручју које обухвата Стару Херцеговину. Породица му се због турске освете преселила из Гацка у Малинску, где је рођен.
Заједно са још неколико побуњеника суделовао је у убиству Смаил-аге Ченгића, које се према једном запису у Манастиру Морачи догодило 5. октобра 1840. Главу Смаил-аге Ченгића однео је на Цетиње да покаже Његошу. Његош је написао песму "Чардак Алексића", која описује како Мирко Алексић јуначки брани своју кућу од напада Ченгићеве војске. Иван Мажуранић је написао "Смрт Смаил аге Ченгића" и ту је Алексић опеван, као и у народној песми. Учествује у борбама против Омер-паше Латаса и Осман-паше Скопљака. Суделује и у херцеговачком устанку.
Гроб Мирка Алексића, са епитафом краља Николе налази се у порти Манастира Подмалинско, где се верује да су се састајали Дробњачки и ускочки прваци ради договора о убиству Смаил-аге Ченгића.
Лазар Томановић наводи податке да је Новица Церовић Његошу донео главу Смаил-аге Ченгића, иако га он није убио, но Алексић. Та глава се осушила на кули у Требињу. Син Мирка Алесића био је Јаков, перјаник Господара (иако нерадо, јер је нерадо остављао кућу). Остао је перјаник нејаког (малог) књаза Мирка, којег је васпитавао тако да га је изненада страшио, па би се Мирко, као дијете расплакао. Иако је Господар рекао да не страши дијете, он је сматрао да је тако најбоље, да се научи да се од ничега не страши. Старац Јаков Алексић је као барјактар погинуо на Берагланици.